# Frick Collection

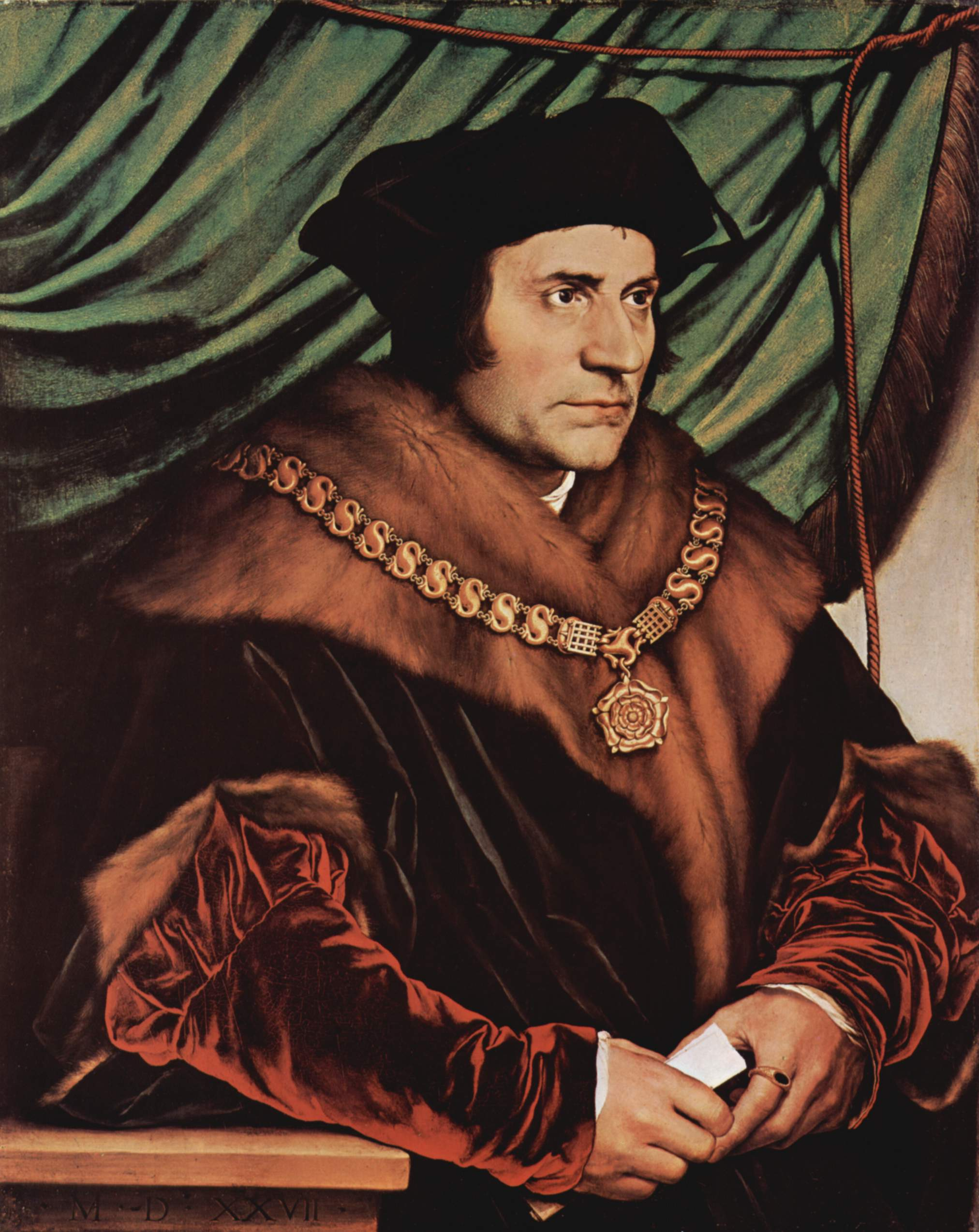
Retrat de Tomàs Moro, realitzat per Holbein, una de les obres més destacades de la Col·lecció Frick.

La Col·lecció Frick, oficialment i en anglès The Frick Collection, és un museu d'art de Manhattan, Nova York, als Estats Units.
Està situat en la qual fos residència del magnat de l'acer Henry Clay Frick, que va ser dissenyada per Thomas Hastings i construïda en 1913-1914.
La Col·lecció Frick és un dels museus "petits" més destacats dels Estats Units, amb una col·lecció de quadres d'antics mestres de gran qualitat, albergada en 16 galeries dins de l'antiga mansió. Les pintures de moltes galeries estan encara col·locades segons el disseny de Frick, encara que hi ha hagut altres compres posteriors al llarg dels anys, buscant correspondència amb l'estètica de la col·lecció. Es conserven algunes de les obres més conegudes de diversos mestres de la pintura europea, així com nombroses obres d'escultura i porcellana. També té mobles, esmalts i catifes. En la col·lecció es troben l'obra mestra de Jean-Honoré Fragonard El progrés de l'amor, tres pintures de Johannes Vermeer (incloent Senyora i donzella) i Sant Joan Evangelista de Piero della Francesca. Des de la mort de Frick, la col·lecció s'ha expandit lleugerament, amb un terç de les seves obres d'art adquirides des de 1919. La Col·lecció Frick supervisa també la biblioteca Frick Art Reference Library.
Altres artistes inclosos són: 
- Giovanni Bellini (Sant Francesc en èxtasi)
- François Boucher (llenços de Les quatre estacions)
- John Constable (Paisatge amb cavall blanc)
- Jean-Baptiste Camille Corot
- Thomas Gainsborough (El parc de Saint James i cinc retrats)
- El Greco (Retrat de Vicenzo Anastagi)
- Francisco Goya (La forja, Retrat del duc d'Osuna, etc.)
- Frans Hals
- Hans Holbein el Jove (Retrat de Thomas More)
- Rembrandt (Autorretrat amb bastó i El genet polonès)
- Jacob Van Ruysdael
- Tiziano
- J. M. W. Turner
- Anthony van Dyck
- Diego Velázquez (Felip IV de Fraga)
- James McNeill Whistler
- Jan Van Eyck (La Verge i el Nen amb donant)

## Relats de ficció
L'edifici de la Col·lecció Frick va servir d'inspiració a la mansió d'Els Venjadors, que com la col·lecció Frick cobreix tot un bloc en la ciutat en el cantó de la Cinquena Avinguda amb el Carrer 70 Oest (encara que l'adreça és Cinquena Avinguda, 890).